# Juan Carlos Chirinos
Juan Carlos Chirinos García (Valera, 3 maggio 1967) è uno scrittore venezuelano.
Ha studiato letteratura nel suo Paese e in Spagna. È un romanziere, scrittore di racconti, biografo, saggista, drammaturgo, sceneggiatore e insegnante. È stato incluso in varie antologie, sia in Venezuela che in Spagna, Italia, Stati Uniti, Algeria, Cuba, Marocco, Canada e Francia.

## Opere
- El informe sobre Clara. Nochebosque (Madrid, La Huerta Grande, 2025. ISBN 9788418657689)
- Renacen las sombras (Madrid, La Huerta Grande, 2021. ISBN 9788417118990).
- La sonrisa de los hipopótamos (Madrid, Ediciones La Palma, 2020 ISBN 978-84-122485-2-4).
- Los cielos de curumo (Madrid, La Huerta Grande, 2019 ISBN 9788417118518)[1].
- Gemelas (Madrid, Casa de Cartón, 2013 ISBN 978-84-940478-9-3). (Caracas, El Estilete, 2016 ISBN 978-980-7786-00-3).
- Nochebosque (Madrid, Casa de Cartón, 2011 ISBN 978-84-938892-2-7).
- El niño malo cuenta hasta cien y se retira (Caracas, Norma, 2004 ISBN 980-6779-01-0). (Madrid, Escalera, 2010 ISBN 978-84-937018-5-7).
- La manzana de Nietzsche (Madrid, Ediciones La Palma, 2015 ISBN 978-84-944679-2-9).
- Los sordos trilingües (Madrid, Musa a las 9, 2011 ISBN 978-84-15-22208-8) -ebook.
- Homero haciendo zapping (Caracas, Fundación Ramos Sucre/UDO, 2003 ISBN 980-6616-00-6).
- Leerse los gatos (Caracas, Memorias de Altagracia, 1997 ISBN 980-6382-09-9).
- Alejandro Magno, el vivo anhelo de conocer (Bogotá, Norma, 2004 ISBN 958-04-7986-0).
- Albert Einstein, cartas probables para Hann (Bogotá, Norma, 2004 ISBN 958-04-7984-4 / México, Sep, 2005 ISBN 970-09-1142-X - Norma / ISBN 970-790-237-X SEP).
- La reina de los cuatro nombres. Olimpia, madre de Alejandro Magno (Madrid, Oberon, 2005 ISBN 84-96511-09-X).
- Miranda, el nómada sentimental (Caracas, Norma, 2006 ISBN 9789806779181 / Sevilla, Ediciones Ulises, 2017 ISBN 978-8416-30-0587).
- Venezuela, biografía de un suicidio (Madrid, La Huerta Grande, 2017 ISBN 978-84-171180-4-4).

### In italiano
- Cavalcata delle Valchirie (Cabalgata de Walkirias). Traduzione di Barbara Stizzoli e Antonio Nazzaro in Il tuo aroma nella mia pelle, Salerno, Edizioni Arcoiris, 2019. ISBN 978-88-99877-47-7